# Calamaria pfefferi
Calamaria pfefferi är en ormart som beskrevs av Stejneger 1901. Calamaria pfefferi ingår i släktet Calamaria och familjen snokar. IUCN kategoriserar arten globalt som otillräckligt studerad. Inga underarter finns listade.
Arten förekommer på Ryukyuöarna i södra Japan. Honor lägger ägg.